# Doug Mohns
Douglas Allen Mohns, surnommé Diesel, (né le 13 décembre 1933 à Capreol en Ontario et mort le 7 février 2014) est un joueur de hockey sur glace professionnel.

## Biographie
Il a évolué dans la LNH pour les Bruins de Boston, les Black Hawks de Chicago, les North Stars du Minnesota, les Flames d'Atlanta et les Capitals de Washington.
Mohns remporta deux fois la Coupe Memorial avec les Flyers de Barrie, en 1951 et 1953. Il joua par la suite 22 saisons dans la LNH, comptant 248 buts et ajoutant 462 passes pour 710 points en 1390 matches. Il fut également le tout premier capitaine de l'histoire des Capitals pour une saison, avant de prendre sa retraite.